# Amphoe Mueang Narathiwat
Amphoe Mueang Narathiwat (thailändisch อำเภอเมืองนราธิวาส) ist ein Landkreis (Amphoe) in der Provinz Narathiwat. Die Provinz Narathiwat liegt im äußersten Südosten der Südregion von Thailand. 
Die Hauptstadt des Kreises ist Narathiwat.

## Geographie
Benachbarte Landkreise sind (von Südosten im Uhrzeigersinn): die Amphoe Tak Bai, Cho-airong, Ra-ngae, Yi-ngo und Bacho der Provinz Narathiwat sowie das Amphoe Mai Kaen der Provinz Pattani. Im Osten befindet sich der Golf von Thailand.

## Geschichte
Auf dem Gebiet des Mueang Narathiwat bestand ursprünglich ein Dorf mit dem Namen Menara (malaiisch منارة ‚Minarett‘), das zum autonomen Sultanat Patani gehörte bzw. nach dessen Zerschlagung durch den siamesischen König Rama I. im Jahr 1809 zur halbautonomen Provinz Mueang Sai Buri. Später wurde es heraufgestuft zu einem Tambon und dem Mueang Ra-ngae zugeordnet. Dieses wurde erst 1906 – während der Herrschaft des Königs Chulalongkorn (Rama V.) – der siamesischen Zentralverwaltung unterworfen. Infolge des Anglo-Siamesischen Vertrags von 1909 verblieb das Gebiet bei Siam (heute Thailand) und wurde so von den nahegelegenen malaiischen Sultanaten getrennt, die als Unfederated Malay States unter britisches Protektorat kamen (und heute zum unabhängigen Staat Malaysia gehören). 
Als das Tambon Menara immer größer wurde, beschloss man, die Verwaltung vom Tambon Tanyong Mat nach Menara zu verlegen und das Tambon Menara zu einer Provinz (Mueang) mit Namen Bang Nara (บางนรา) heraufzustufen. Im Jahr 1915 wurde die Stadt in Narathiwat umbenannt, 1917 bekam der Landkreis jedoch wieder seinen alten Namen Bang Nara. Schließlich wurde 1938 der Name des Landkreises in Mueang Narathiwat geändert.
Amphoe Mueang Narathiwat gehört zum Aktionsgebiet muslimisch-malaiischer Separatisten, die einen Anschluss an Malaysia oder die Unabhängigkeit eines Sultanats Patani fordern.

## Ausbildung
Im Amphoe Mueang Narathiwat befindet sich die Princess of Naradhiwas-Universität.

## Verkehr
In diesem Bezirk befindet sich der Regionalflughafen Narathiwat.

## Verwaltung

### Provinzverwaltung
Amphoe Mueang Narathiwat ist in sieben Tambon (Gemeinden) eingeteilt, welche wiederum in 57 Muban (Dörfer) unterteilt sind:
| Nr. | Name        | Thai      | Muban | Einw.  |
| --- | ----------- | --------- | ----- | ------ |
| 1.  | Bang Nak    | บางนาค    | -     | 41.298 |
| 2.  | Lam Phu     | ลำภู       | 11    | 12.252 |
| 3.  | Manang Tayo | มะนังตายอ  | 7     | 8.455  |
| 4.  | Bang Po     | บางปอ     | 8     | 10.557 |
| 5.  | Kaluwo      | กะลุวอ     | 7     | 9.330  |
| 6.  | Kaluwo Nuea | กะลุวอเหนือ | 12    | 15.647 |
| 7.  | Khok Khian  | โคกเคียน   | 12    | 20.410 |

### Lokalverwaltung
Die Stadt Narathiwat ist eine Stadtkommune (Thesaban Mueang) im Landkreis, sie besteht aus dem ganzen Tambon Bang Nak.
Daneben gibt es eine Kleinstadtkommune (Thesaban Tambon):
- Kaluwo Nuea (เทศบาลตำบลกะลุวอเหนือ) besteht aus dem gesamten Tambon Kaluwo Nuea.

Außerdem gibt es fünf Tambonverwaltungsämter für diejenigen Tambon im Landkreis, die zu keiner Stadt gehören.